# Ultrasi
Ultrasi su navijačka skupina nogometnog kluba Cibalia iz Vinkovaca. Osnovani su 1982. godine, jednoj od najznačajnijih godina u povijesti kluba, kada se Cibalia izborila za ulazak u Prvu saveznu ligu. Tradicionalno su smješteni na istočnoj tribini Stadiona HNK Cibalia.

## Uvod
Navijačka publika HNK Cibalia se može podijeliti u dvije skupine. Prvu čine tradicionalisti, nešto umjereniji, smješteni na zapadnoj tribini stadiona, te one temperamentniji s istočne tribine koji su ujedno najvažnija podrška klubu i igračima, ali i najveća kritika.
Ovi drugi djeluju od 1982. pod imenom «ULTRAS – VINKOVCI». Uz utakmice Cibalije redovito prate i hrvatsku nogometnu reprezentaciju, pa čak putuju i na utakmice u inozemstvo.
Djelovanje je organizirano kroz Udrugu navijača. Klub nema značajnijih uspjeha niti trofeja što bi privlačilo mase navijača, kao što je to slučaj s najpoznatijim hrvatskim klubovima, po čemu Ultrasi predstavljaju svojevrstan fenomen na hrvatskoj navijačkoj sceni te uživaju dostojan ugled i poštovanje ostalih skupina.

## Povijest
Klub je od svog osnutka 1919. godine imao svoje vjerne navijače. Ti prvi navijači Cibalije bili su na neki način pioniri vinkovačkog navijaštva.
Sedamdesete i početak osamdesetih godina (1982. godinu Ultrasi obilježavaju kao godinu kada je navijački pokret prerastao u pravu scenu u gradu na Bosutu) navijači vinkovačkog Dinama čine bitan korak prema naprijed te postavljaju kamen temeljac budućim nadolazećim generacijama. 
U tom vremenu za naziv grupe pojavljuje se prijedlog “Čarugini momci” (po slavnom slavonskom odmetniku i njegovoj bandi) kao jedinstvenom nazivu domaćih navijača, no to se nije realiziralo i navijači kluba iz Lenija za sve su i dalje jednostavno ostali “Vinkovčani”, kako su ih ostali navijači najčešće nazivali. Nešto kasnije uz naziv Vinkovčani, domaći navijači su se nazivali i “Ekipa Vinkovci” te rjeđe “Ekipa smrti”.
U sezoni 1989/90 nastaju navijačke grupe Aurelia, Croatia boys, Hooligans i Chaos boys, smještene na južnoj tribini vinkovačkog stadiona. Početkom Domovinskog rata navijački šal vinkovački navijači među prvima zamjenjuju s puškom. U ratu se svojom ulogom posebno ističu i dokazuju kako na domaćem bojištu tako i na ratištima širom Hrvatske (Zadar, Slavonski Brod, Vukovar…) i Herceg-Bosne (Modriča, Derventa, Gornji Vakuf…) Nažalost, mnogi Ultrasi su za slobodnu i nezavisnu Hrvatsku dali i ono najvrijednije što imaju, a to je život. Zato su Ultarsi su spome i čast na poginule navijače podignuli spomen-ploču na zapadnoj tribini, gdje su se okupljali prvi vinkovački navijači.
Osnivanjem HNL-a pojavljuje se nekoliko prijedloga za jedinstveno ime navijača Cibalije kao što su Križari, Citadela, Hooligans… no prevladava jednostavno, uočljivo i prepoznatljivo ime “Ultras” što je u navijačkom poimanju ekstreman, radikalan, bolji, jači i veći. Bilo je to 1992. godine kad se na istočnom donjem stajanju, među domaćim navijačima pojavljuje i prvi transparent Ultras. Tako su nakon nazivaVinkovčani, Ekipa Vinkovci, te grupa Aurelia, Chaos boys, Croatia boys i mnogih drugih u HNL Cibalijini navijači ušli ujedinjeni pod imenom Ultras.
Upravo navijačka skupina Ultras svojim gostovanjima i domaćim predstavljanjima nastavlja put koji su ugazili njihovi prethodnici i obilježava prvih nekoliko godina HNL-a (prva bakljada, prvi neredi, prvi prekid u ligi…). Devedesete Ultrasi pamte po svojim vrlo dobrim predstavljanjima, ali i po rijetkim krizama koje je skupina uvijek u kratkom periodu znala uspješno prebroditi.
Među navijačima nacionalne nogometne reprezentacije Ultrasi imaju jednu od vodećih pozicija i gdje čine samo jezgro ekipe koja vjerno prati kockaste. Skupina Ultras svojim je dugogodišnjim djelovanjem čvrsto zauzela i osigurala mjesto koje je drži u vrhu Hrvatske navijačke scene.

## Hijerarhija
Nepisana hijerarhija u navijačkoj skupini Ultras može se posložiti u oblik piramide. U samom vrhu te piramide nalazi se jezgro skupine od provjerenih 30-ak starijih i iskusnijih navijača. Te su osobe idejno-pokretačka snaga grupe i sve akcije i pripreme utakmice polazile su od njih. Tu se izdvaja prva ekipa iz koje se svojim autoritetom ističu vođe grupe.
Članova grupe je između 150-200, dok simpatizera kluba ima od nekoliko stotina do nekoliko tisuća, a brojka varira od utakmice do utakmice, odnosno od njezinog značaja.
Veterana ili stare ekipe, na tribinama se okupi 100-200, ne sudjeluju u donošenju odluka, no svojim prisustvom, savjetima i iskustvom ukupnom dojmu skupine Ultras.

## Brojnost
Sama brojnost skupine kao kod drugih grupa ovisi o značaju utakmice i položaju kluba na ljestvici. Na navijačkom stajanju se bez obzira na protivnika uvijek skupi između 100 i 200 Ultrasa. Ova brojka na važnijim utakmicama, poput onih s Dinamom iz Zagreba i Hajdukom iz Splita može narasti do respektabilnih tisuću i više Ultrasa, što s obzirom na veličinu grada i vječne klupske prosječnosti grupu Ultras stavlja u sam vrh navijačke ljestvice u Hrvata.
Velike utakmice koje su privukle veći broj Cibalijinih pristaša su:
- ’92 Cibalia-Croatia (preko 1000 Ultrasa)
- ’97. u četiri utakmice (Segesta i Slaven Belupo) kvalifikacija za ostanak u ligi, igranim u Zagrebu (na svakoj utakmici oko 1000 Ultrasa)
- ’98 kvalifikacije u Zagrebu za ulazak u prvu ligu (Split, Zagorec i Segesta oko 1000 navijača)
- ’99. finale kupa u Zagrebu, Cibalia-Osijek (između 4000 i 5000 Ultrasa)
- '00. prvo kolo Intertoto kupa, Cibalia-Obilić (pun stadion među kojim i oko 1500 Ultrasa)

| HNK Cibalia Vinkovci | HNK Cibalia Vinkovci | HNK Cibalia Vinkovci |
| -------------------- | --- | -------------------- |
|                      | |                      |
| Informacije          | Klub |                      |
|                      | |                      |
| Navijači             | Ultrasi |                      |
|                      | |                      |
| Stadion              | Stadion HNK Cibalia Vinkovci |                      |
|                      | |                      |
| Derbiji              | Slavonski derbi |                      |
|                      | |                      |
| Dostignuća           | četvrtfinale jugoslavenskog kupa (1977.) ulazak u 1. saveznu ligu (1982.) finale Hrvatskog kupa (1999.) drugi krug Intertoto kupa (2000.) polufinale Intertoto kupa (2003.) 3. mjesto u 1. HNL (2010.) nastup u drugom pretkolu Europske lige (2010.) |                      |

| HNK Cibalia Vinkovci | HNK Cibalia Vinkovci | HNK Cibalia Vinkovci |
| -------------------- | --- | -------------------- |
|                      | |                      |
| Informacije          | Klub |                      |
|                      | |                      |
| Navijači             | Ultrasi |                      |
|                      | |                      |
| Stadion              | Stadion HNK Cibalia Vinkovci |                      |
|                      | |                      |
| Derbiji              | Slavonski derbi |                      |
|                      | |                      |
| Dostignuća           | četvrtfinale jugoslavenskog kupa (1977.) ulazak u 1. saveznu ligu (1982.) finale Hrvatskog kupa (1999.) drugi krug Intertoto kupa (2000.) polufinale Intertoto kupa (2003.) 3. mjesto u 1. HNL (2010.) nastup u drugom pretkolu Europske lige (2010.) |                      |